# Fiodor Drużynin
Fiodor Sierafimowicz Drużynin (ros. Фёдор Серафимович Дружинин, ur. 6 kwietnia 1932 w Moskwie, zm. 1 lipca 2007 tamże) – rosyjski altowiolista, kompozytor i pedagog. 

## Życiorys
Ukończył Konserwatorium Moskiewskie w 1955 roku. Uczył się u Wadima Borysowskiego na studiach podyplomowych. Zwyciężał w międzynarodowych konkursach muzycznych. W 1958 roku rozpoczął pracę pedagogiczną w Konserwatorium Moskiewskim, od 1978 roku kierował katedrą altówki i harfy, otrzymał tytuł profesora w 1980 roku. Wychował ponad 100 uczniów, kształcili się u niego m.in.: Jurij Baszmiet, Aleksandr Bobrowski (zm. 2021), Swietłana Stiepczenko, Jurij Tkanow, Jekatierina Markowa, Aleksiej Simakin. Był członkiem Związku Kompozytorów Rosji. 
Grał w latach 1967–1989 w Kwartecie im. Beethovena, gdzie zastąpił swojego mentora Wadima Borisowskiego. Jest postrzegany jako najwybitniejszy przedstawiciel rosyjskiej szkoły altówkowej. Koncertował m.in. z pianistką Mariją Judiną i pianistą Lwem Oborinem. W swoim repertuarze miał m.in. wszystkie kwartety smyczkowe Ludwiga van Beethovena i Dmitrija Szostakowicza, który zadedykował mu swoje ostatnie dzieło, Sonatę na altówkę i fortepian op. 147. W jednym z jegokoncertów uczestniczyła Anna Achmatowa, która poprosiła o zagranie Chaconny J.S. Bacha na bis. 
Muzeum Kultury Muzycznej im. M. Glinki w Moskwie zorganizowało o nim wystawę monograficzną w 2023 roku.

## Nagrody
- Ludowy Artysta ZSRR (1988)[1]

## Twórczość
Pisał głównie utwory kameralne na altówkę solo, a także na głos i altówkę oraz utwory chóralne. Tworzył także muzykę do utworów scenicznych. Swoje prace konsultował z Romanem Ledieniowem, współpracował także m.in. z Alfredem Schnittkem czy Mieczysławem Wajnbergiem.

### Wybrane utwory
- Sinfonia a due na dwie altówki[2]
- nokturn Nocz i morie (ros. Ночь и море) na sopran i sekstet smyczkowy[2] (do słów L. Riebera)[7]
- Sonata i wariacje na altówkę solo[2]
- Siem´ duchownych chorow (ros. Семь духовных хоров)[2]
- kwartet na sopran, flet, harfę i altówkę[7]

Prof. Jurij Tkanow zebrał całe dziedzictwo kompozytorskie artysty.